# Markowo (Dubeninki)
Markowo ist ein Ort im Nordosten der polnischen Woiwodschaft Ermland-Masuren. Er gehört zur Landgemeinde Dubeninki (Dubeningken, 1938 bis 1945 Dubeningen) im Kreis Gołdap (Goldap).

## Geografische Lage
Markowo liegt im Süden der Rominter Heide (polnisch Puszcza Romincka) im Bereich des geschützten Landschaftsparks (Park Krajobrazowy Puszczy Rominckiej). Bis zur Kreisstadt Gołdap (Goldap) sind es 18 Kilometer, die Staatsgrenze zum Oblast Kaliningrad verläuft drei Kilometer nördlich des Dorfes.

## Geschichte
Über eine Besiedlung der Dorfstelle Markowos vor 1945 ist nichts bekannt, geschweige denn von einem deutschen Ortsnamen. Markowo ist eine Ortschaft im Verbund der Gmina Dubeninki im Powiat Gołdapski und ist seit 1999 der Woiwodschaft Ermland-Masuren zugeordnet.

## Religionen
Die mehrheitlich katholische Bevölkerung Markowos ist in die Pfarrei Dubeninki eingegliedert. Sie gehört zum Dekanat Filipów im Bistum Ełk (Lyck) der Katholischen Kirche in Polen. 
Die wenigen evangelischen Kirchenglieder sind der Kirchengemeinde in Gołdap zugehörig. Sie ist eine Filialgemeinde der Pfarrei in Suwałki in der Diözese Masuren der Evangelisch-lutherischen Kirche in Polen.

## Verkehrsanbindung
Markowo ist auf einem Landweg zu erreichen, der bei Rogajny (Rogainen) von der Woiwodschaftsstraße DW 651 Gołdap ↔ Sejny abzweigt. 